# Piste olympique de bobsleigh des Pélerins
La piste olympique de bobsleigh des Pélerins, également orthographiée Pellerins ou Pèlerins, est une ancienne piste de bobsleigh située dans le quartier des Pélerins à Chamonix-Mont-Blanc, dans le département de la Haute-Savoie. Elle est construite à l'occasion des Jeux olympiques d'hiver de 1924.

## Caractéristiques
La piste se trouve au lieu-dit « Les Pellerins », aujourd'hui quartier des Pélerins, au sud-ouest du bourg de Chamonix-Mont-Blanc, à proximité du téléférique de l'Aiguille du Midi, ce qui permet la remontée des bobsleighs et des athlètes pendant les compétitions. Elle évolue au sud-est du hameau, dans la forêt sur les premières pentes au pied du massif du Mont-Blanc, entre les torrents du Dard à l'est et de la Creuse au sud-ouest, entre 1 230 et 1 060 mètres d'altitude.
La longueur de la piste, qui comporte 19 courbes, est de 1 369,88 mètres pour une largeur de 2 mètres.

## Historique
En juin 1922, le comité olympique français organise à Paris un « Congrès des sports d'hiver » qui débouche sur la sélection de Chamonix-Mont-Blanc en tant que ville-hôte de la Semaine internationale des sports d'hiver organisée dans le cadre des Jeux olympiques de Paris en 1924. La municipalité alpine s'engage alors à construire les équipements nécessaires pour accueillir les compétitions, parmi lesquels une piste de bobsleigh. Sa construction est autorisée par un arrêté préfectoral du 18 novembre 1922 et le montant des travaux, dont la direction est confiée au corps des ponts et chaussées de la Haute-Savoie, s'élève à 115 822,57 francs.
Lors des Jeux olympiques de 1924, c'est l'équipe suisse d'Eduard Scherrer, Alfred Neveu, Alfred Schläppi et Heinrich Schläppi qui obtient la médaille d'or, devant un équipage britannique et un équipage belge. La piste des Pellerins accueille par la suite de nombreuses compétitions, dont à plusieurs reprises les championnats de France de la discipline.
Réputée comme étant dangereuse, sa fermeture est annoncée en 1950 à la suite des championnats de France au cours desquels cinq athlètes meurent, dont le pilote Henri Fould et l'équipier Bernard Blanger, au virage Myrtilles, et l'équipier Raymond Ussin, semble-t-il au 1er virage, et deux autres se blessent, dont le pilote Roger Simond,.
En juillet 1966, la municipalité retire la concession qui permettait au Club des sports de Chamonix d'utiliser la piste puisqu'en 1959, le début du percement du tunnel du Mont-Blanc entraîne la création de la rampe d'accès routière à travers le bois où se trouve la piste. Elle est alors en partie démolie et l'urbanisation du fond de la vallée avec l'agrandissement du hameau des Pélerins et l'aménagement de la route nationale 205 en voie rapide poursuit sa destruction partielle ; il n'en reste aujourd'hui que quelques tronçons.
Les tronçons subsistants de l'ancienne piste de bobsleigh, situés au hameau des Pélerins, sont inscrits au titre des Monuments historiques par arrêté du 17 décembre 2024.

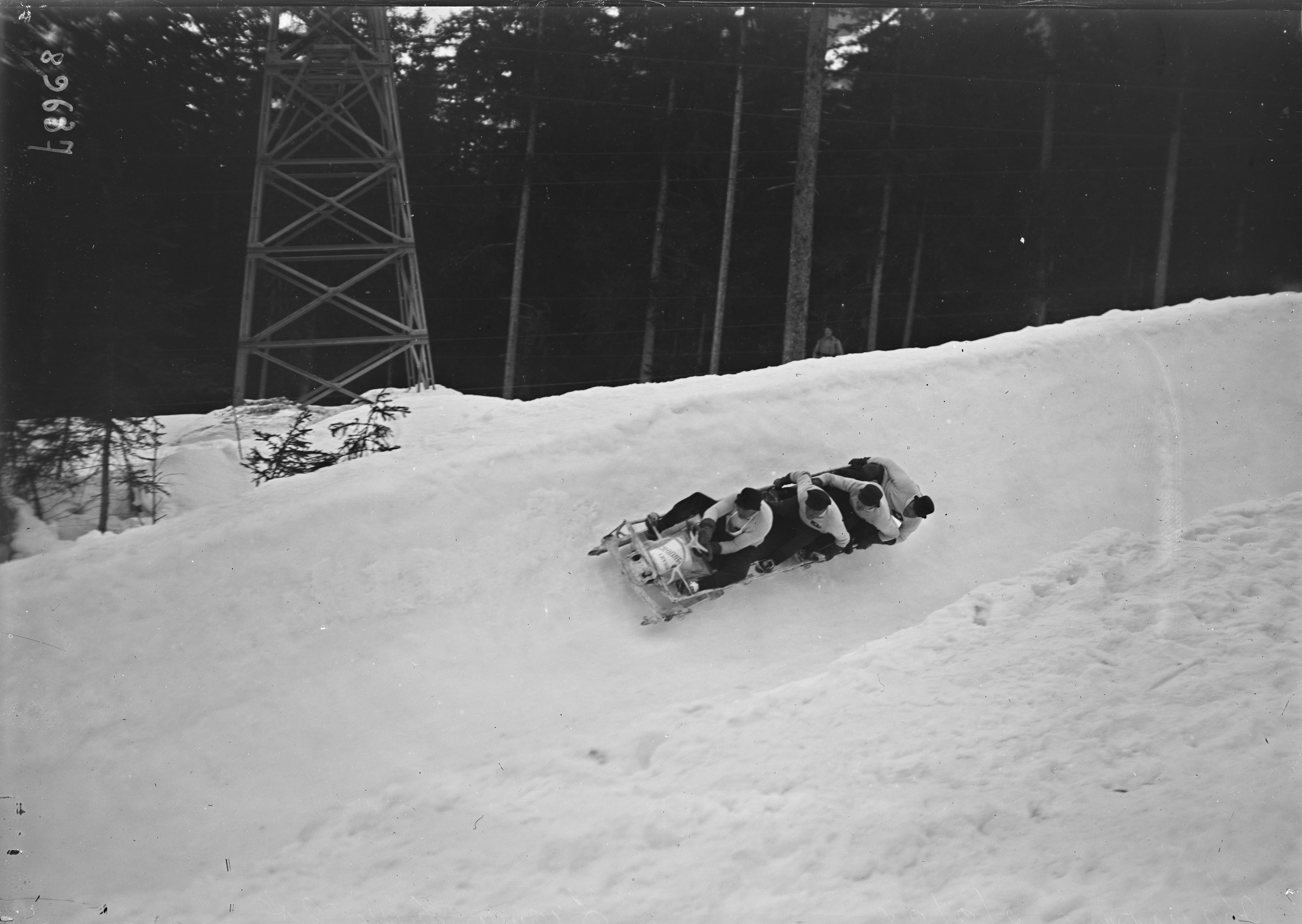
L'équipe suisse de bobsleigh sur la piste avec en arrière-plan l'un des pylônes du téléférique de l'Aiguille du Midi.

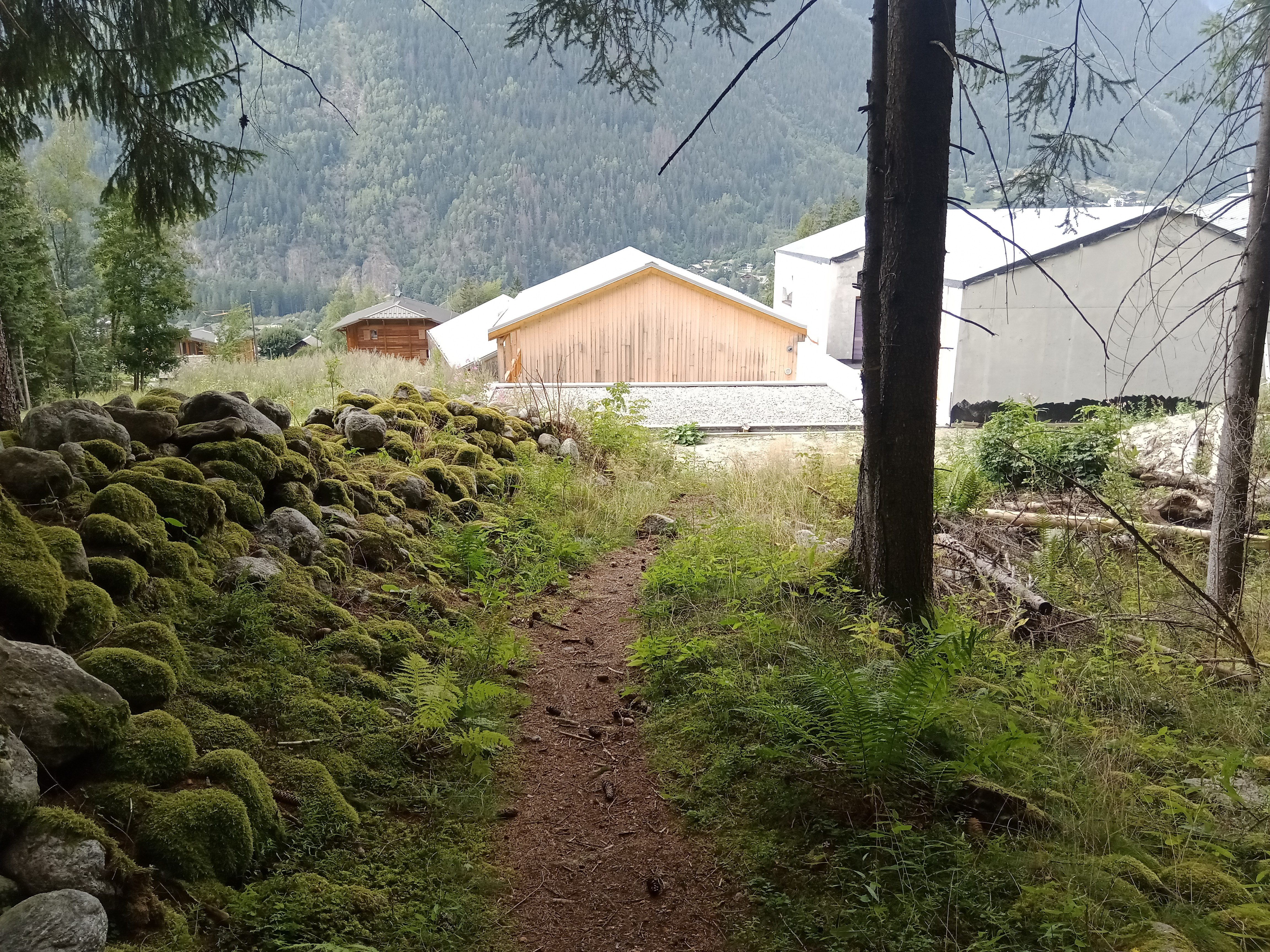
Vestiges de la piste en 2023 interrompus en aval par l'urbanisation dans la vallée de Chamonix.

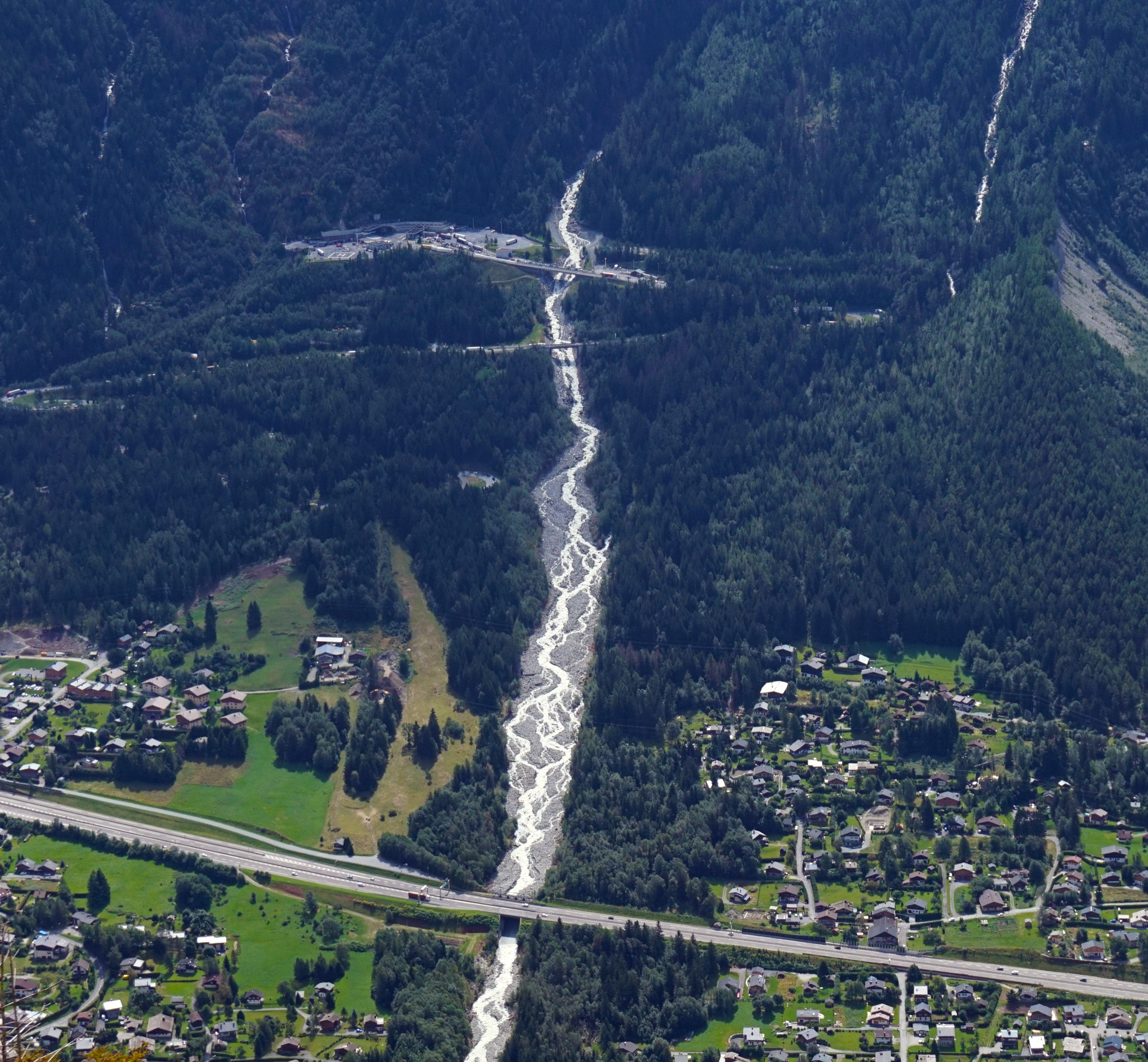
Vue en 2015 depuis le Brévent au nord-ouest du torrent de la Creuse traversant le bois des Pélerins où se trouvait la piste de bobsleigh (à gauche du torrent) et traversée depuis les années 1960 par la rampe d'accès au tunnel du Mont-Blanc.

## Galerie

La piste lors des Jeux olympiques d'hiver de 1924
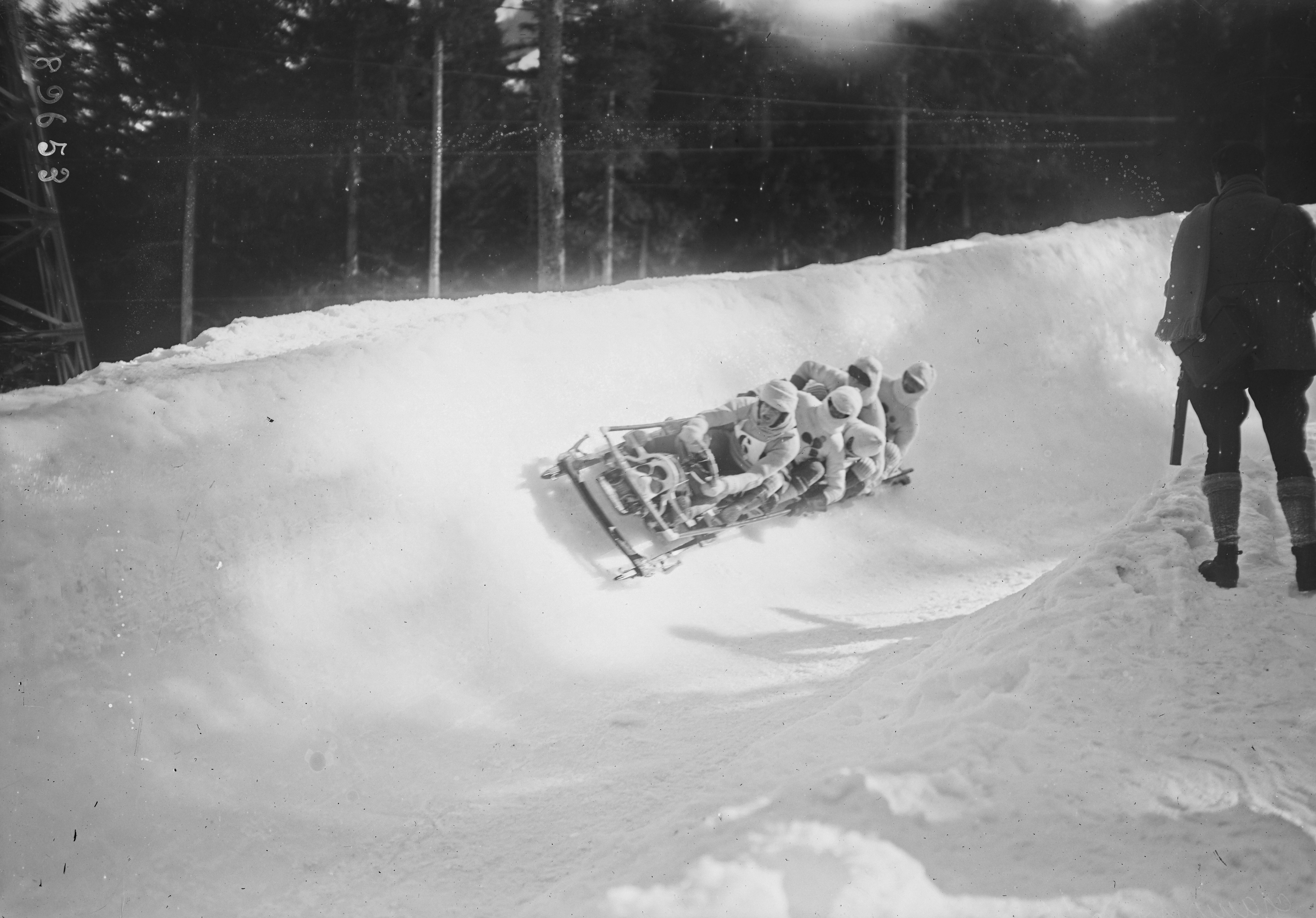
L'équipe belge.
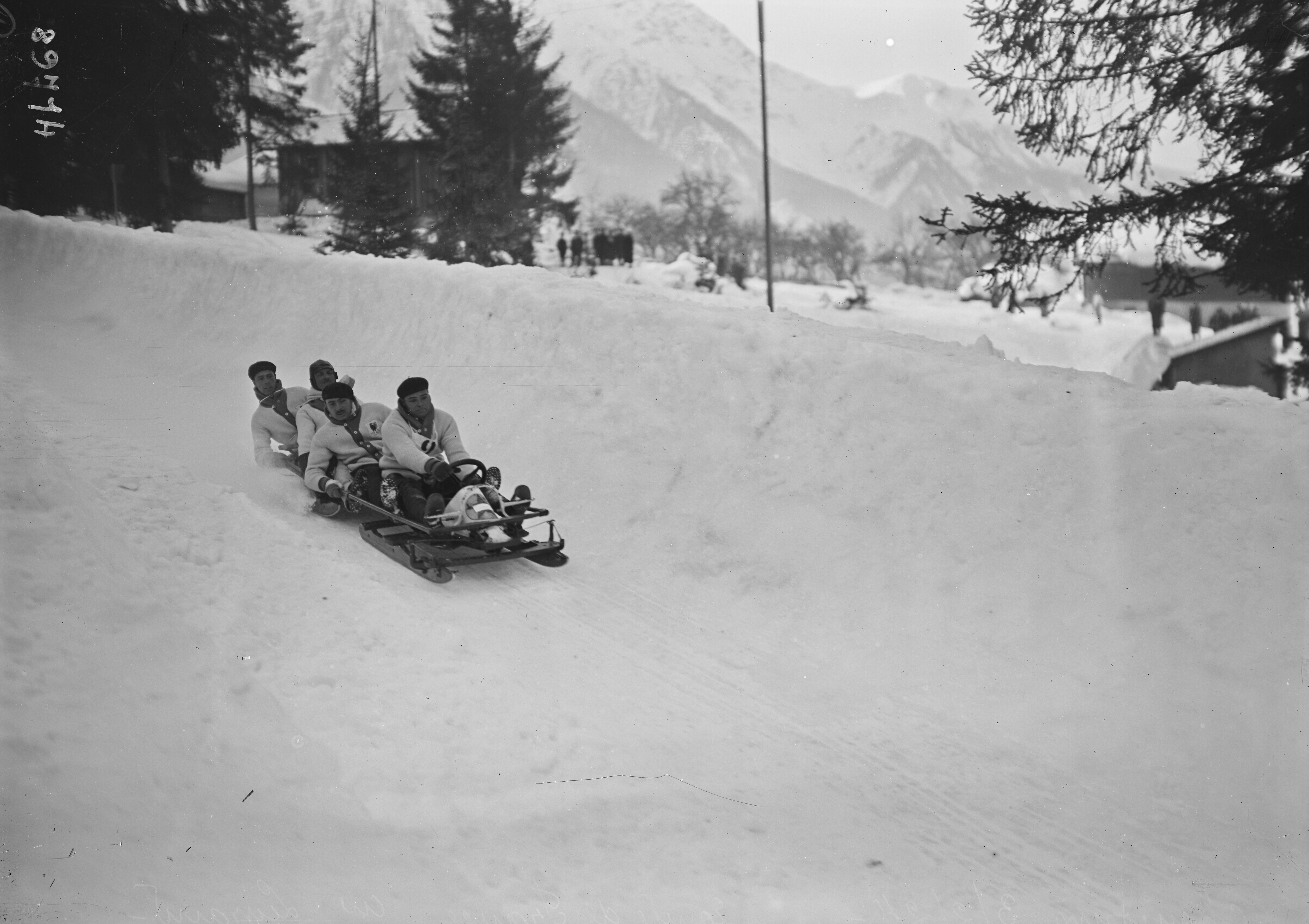
L'équipe française.
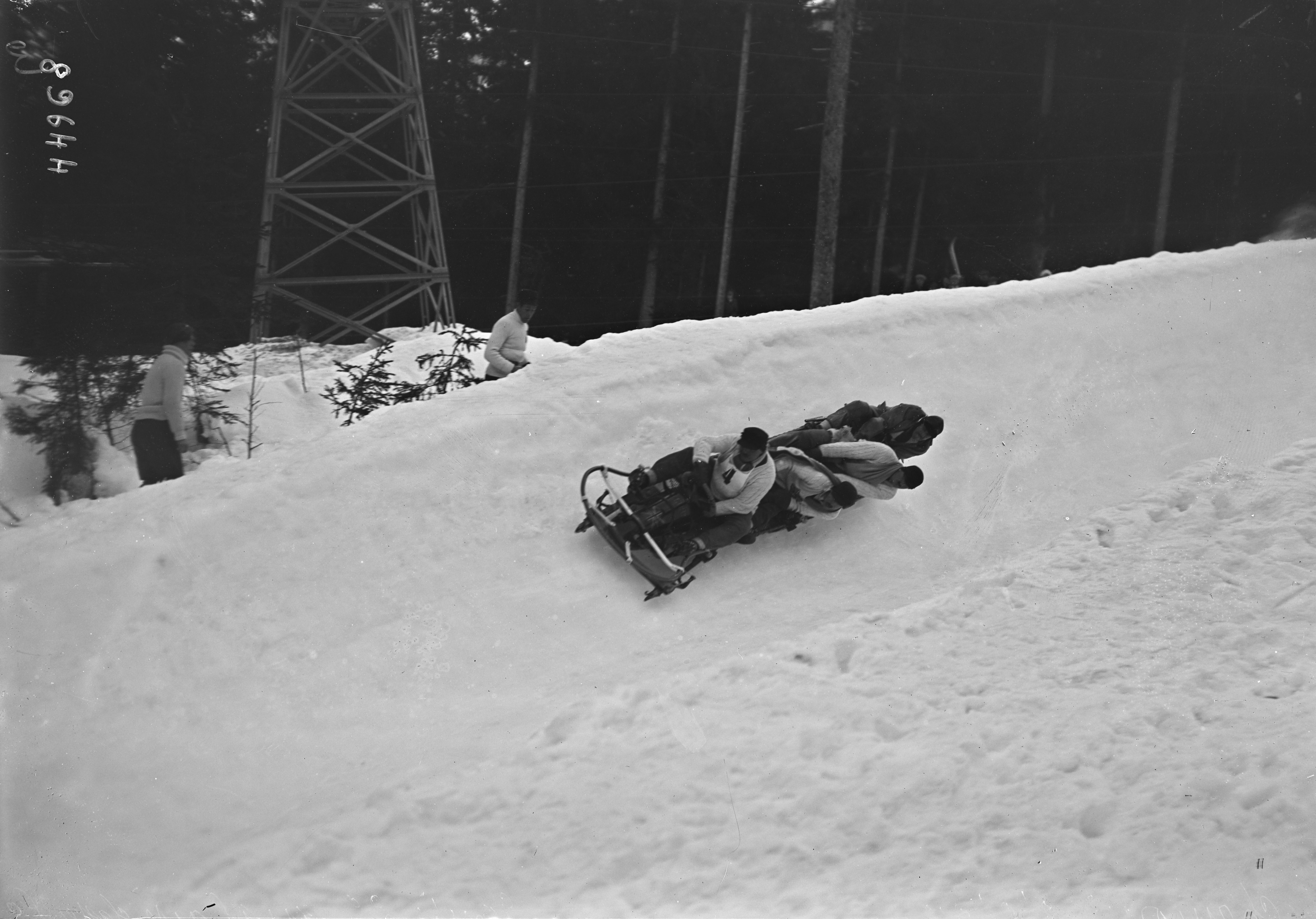
L'équipe britannique.
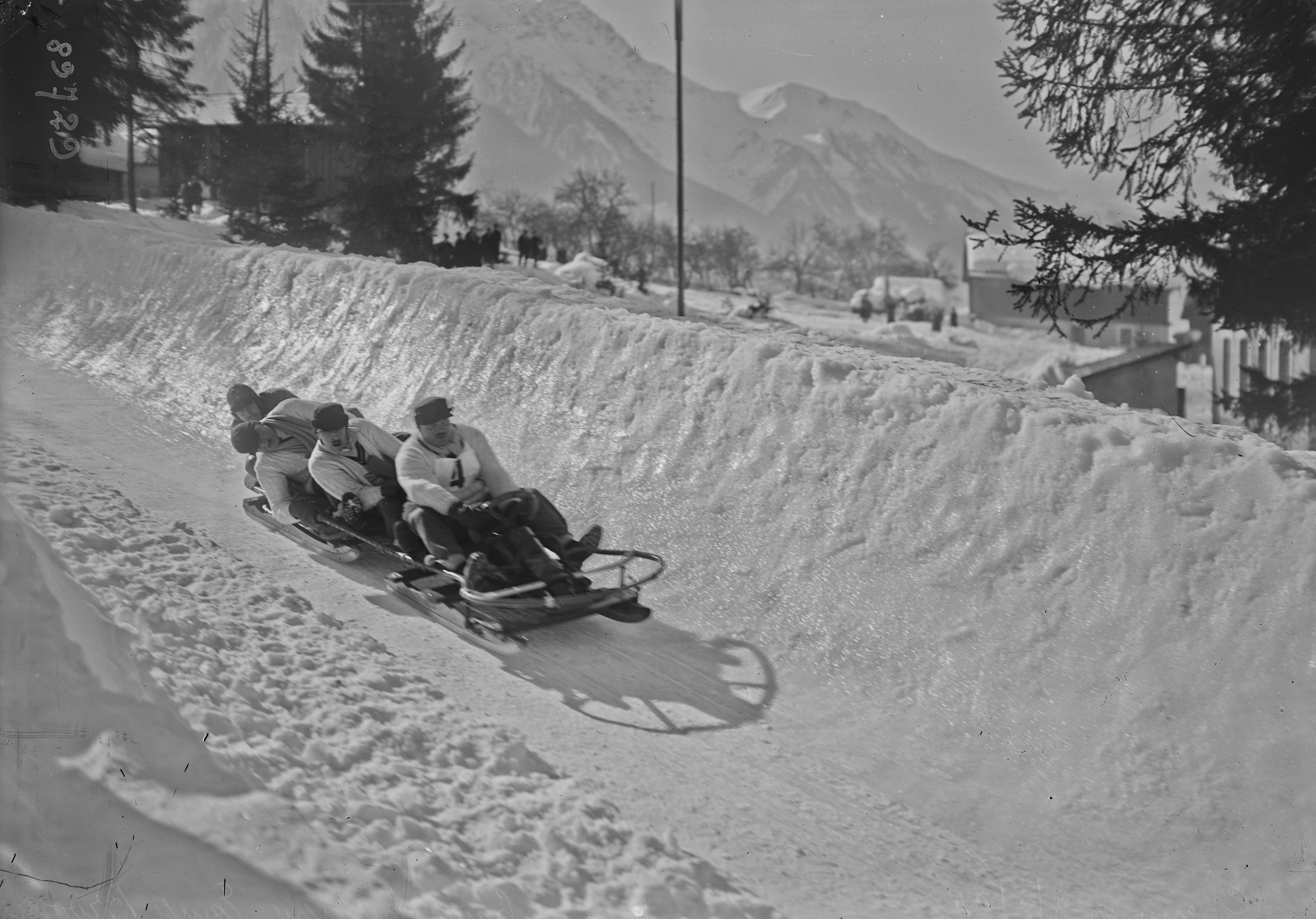
L'équipe britannique.
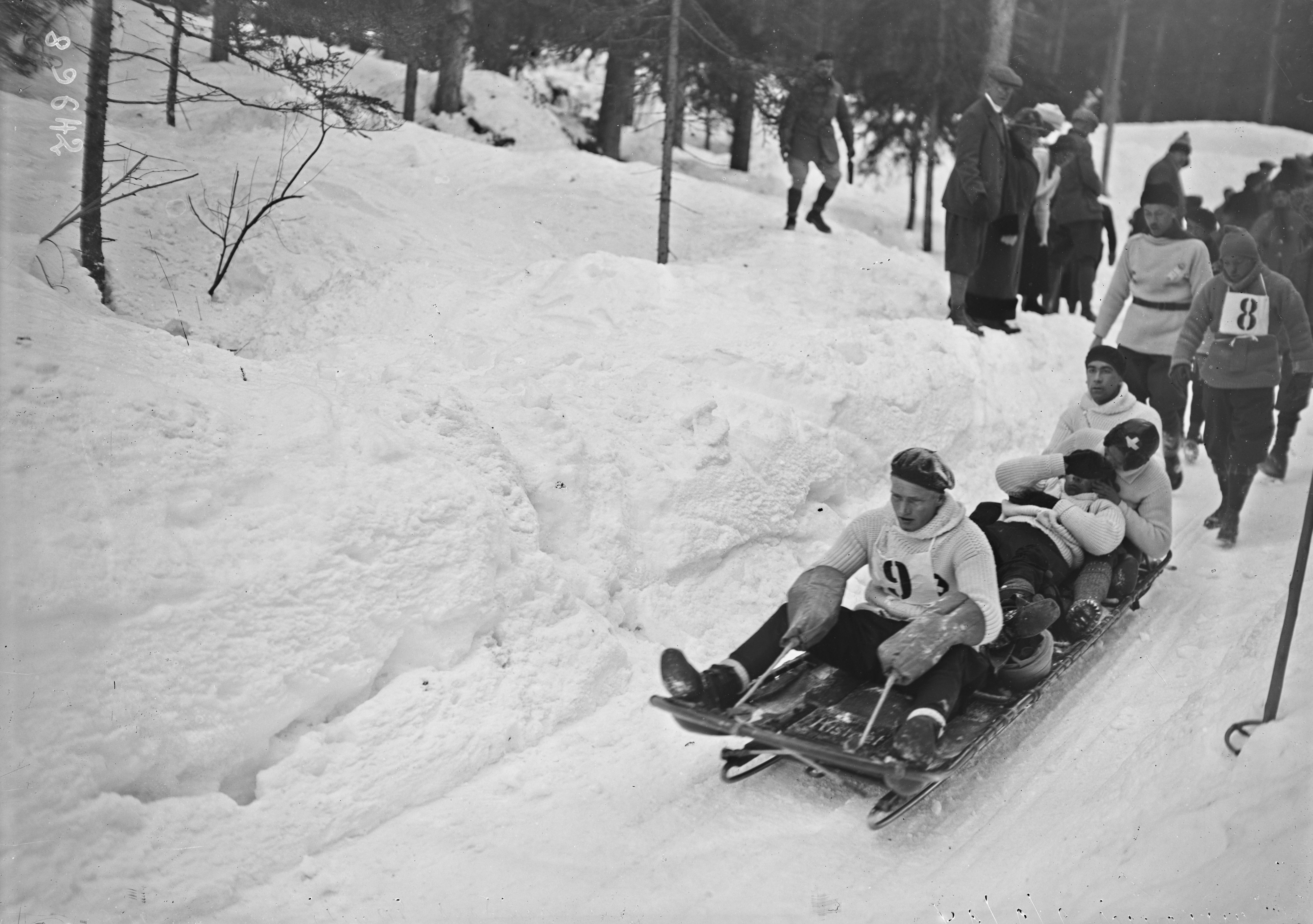
L'équipe suisse après un accident.
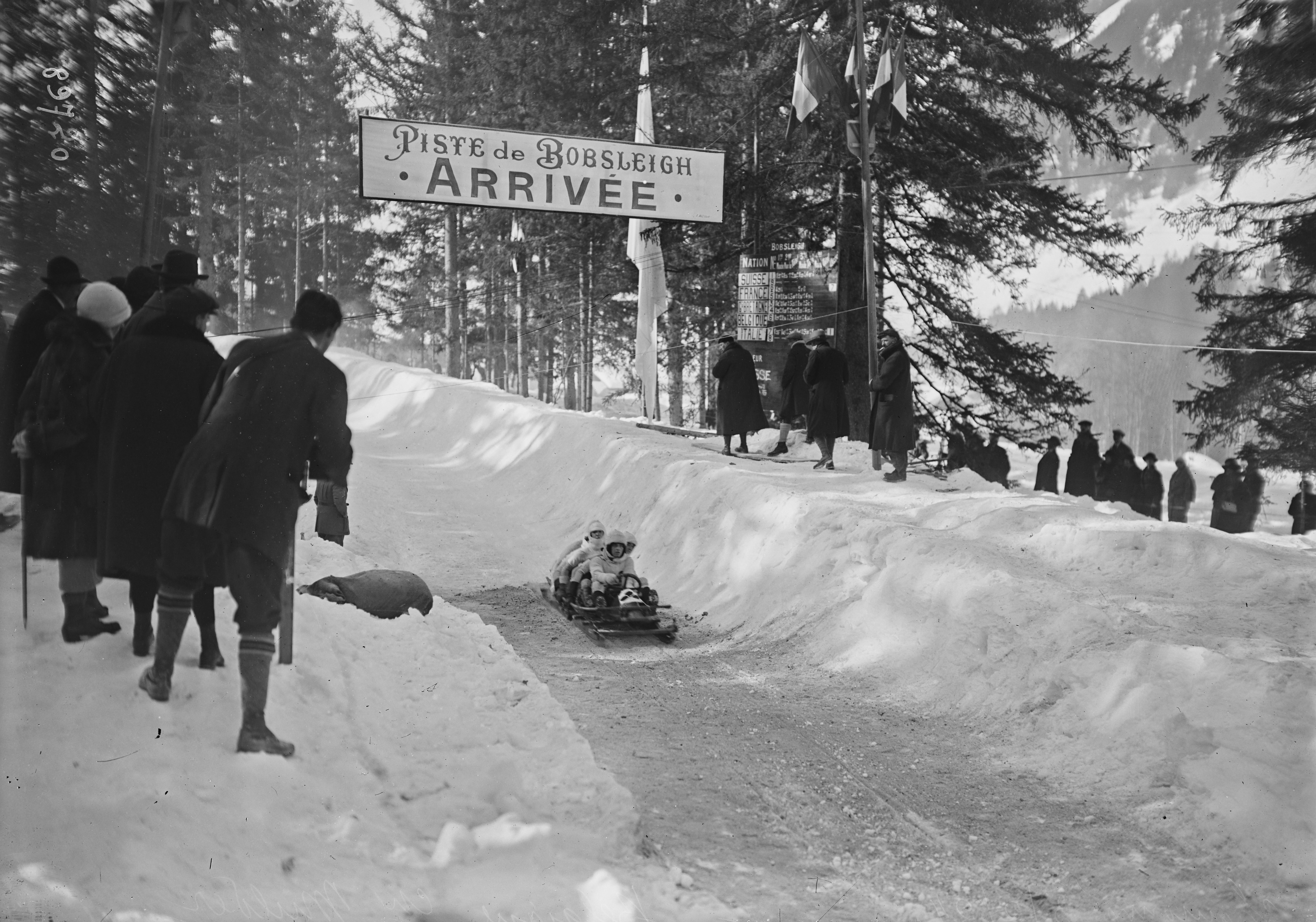
L'équipe belge sur la ligne d'arrivée.

Vestiges de la piste en 2023
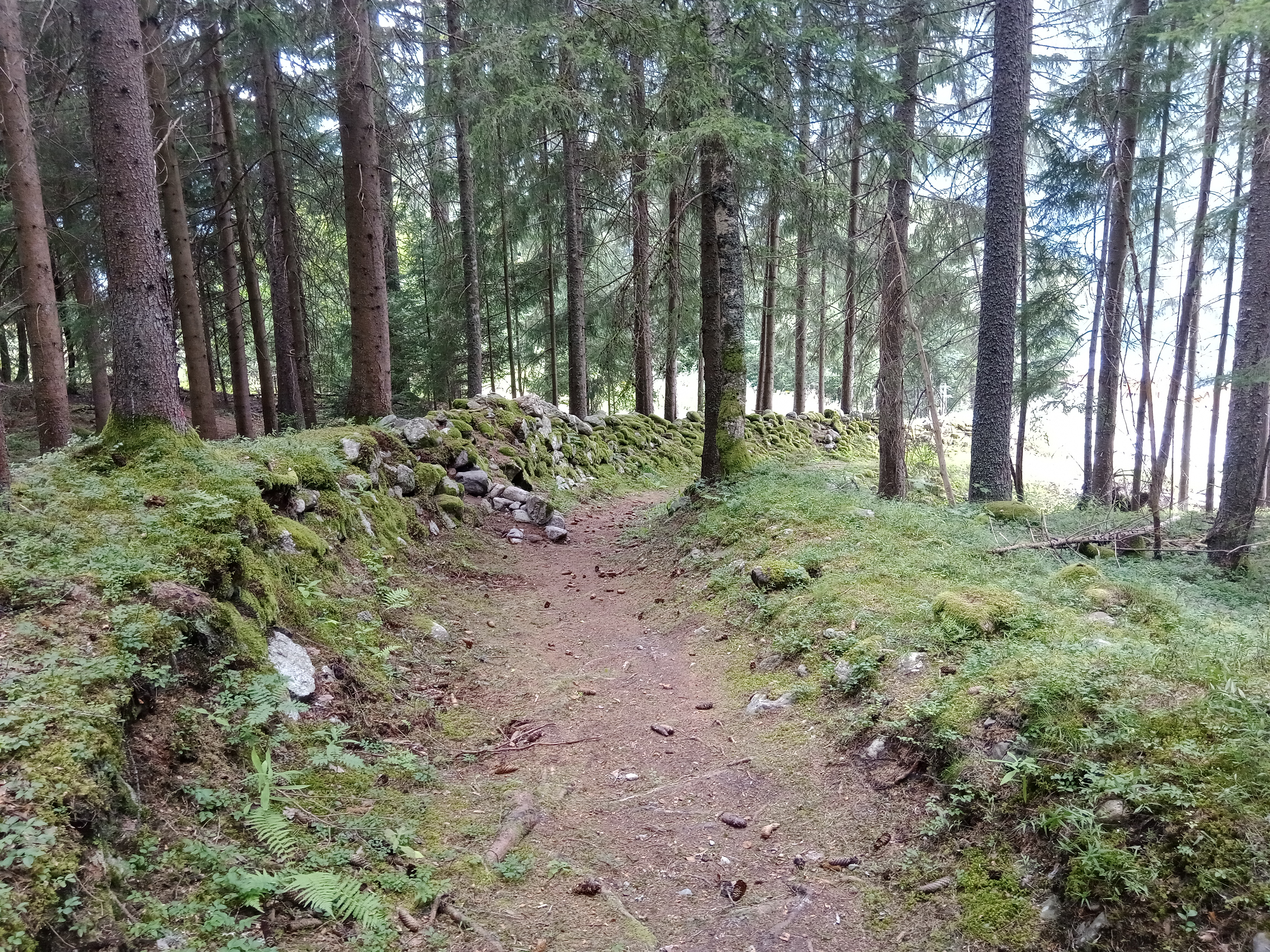
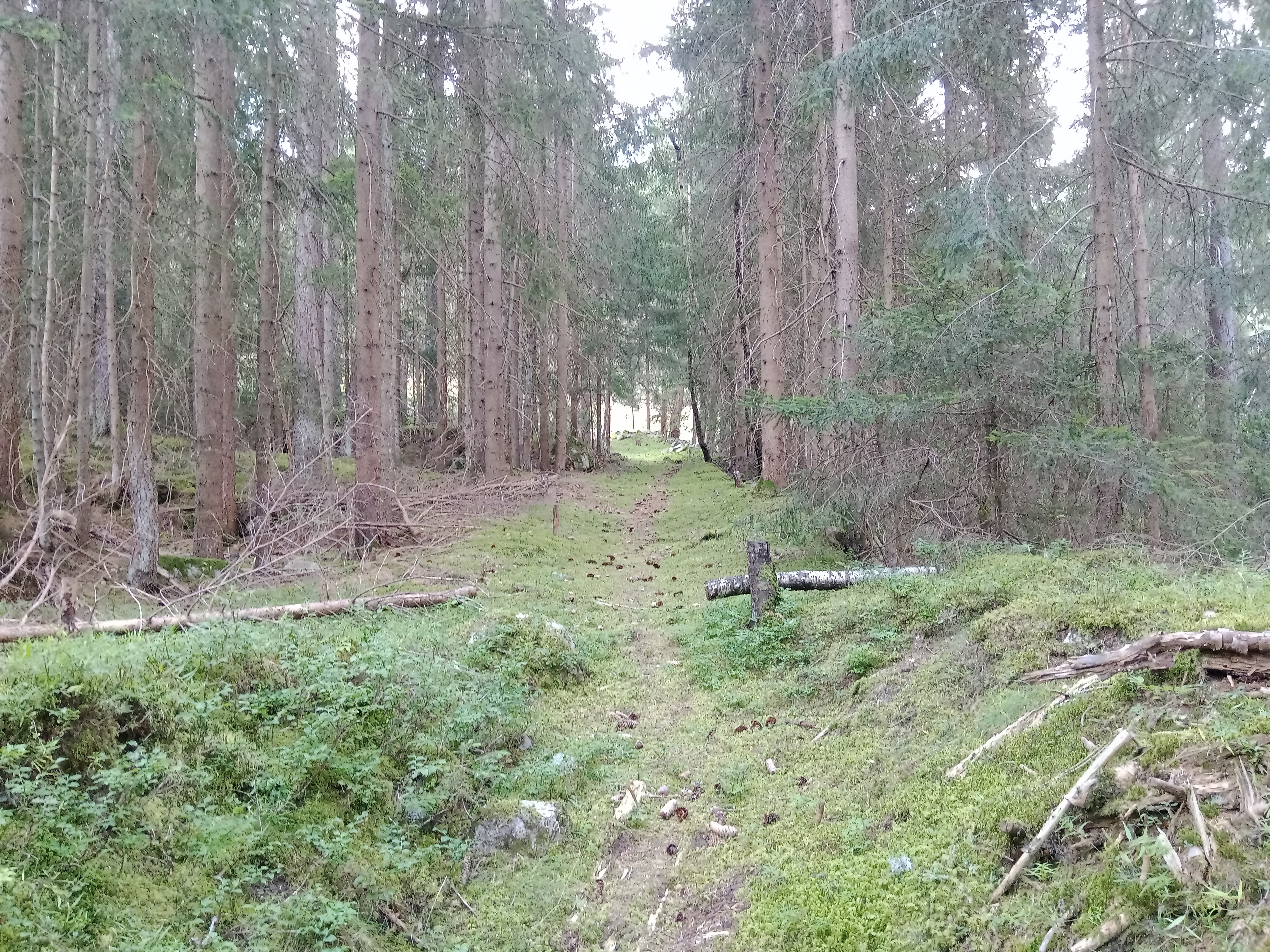
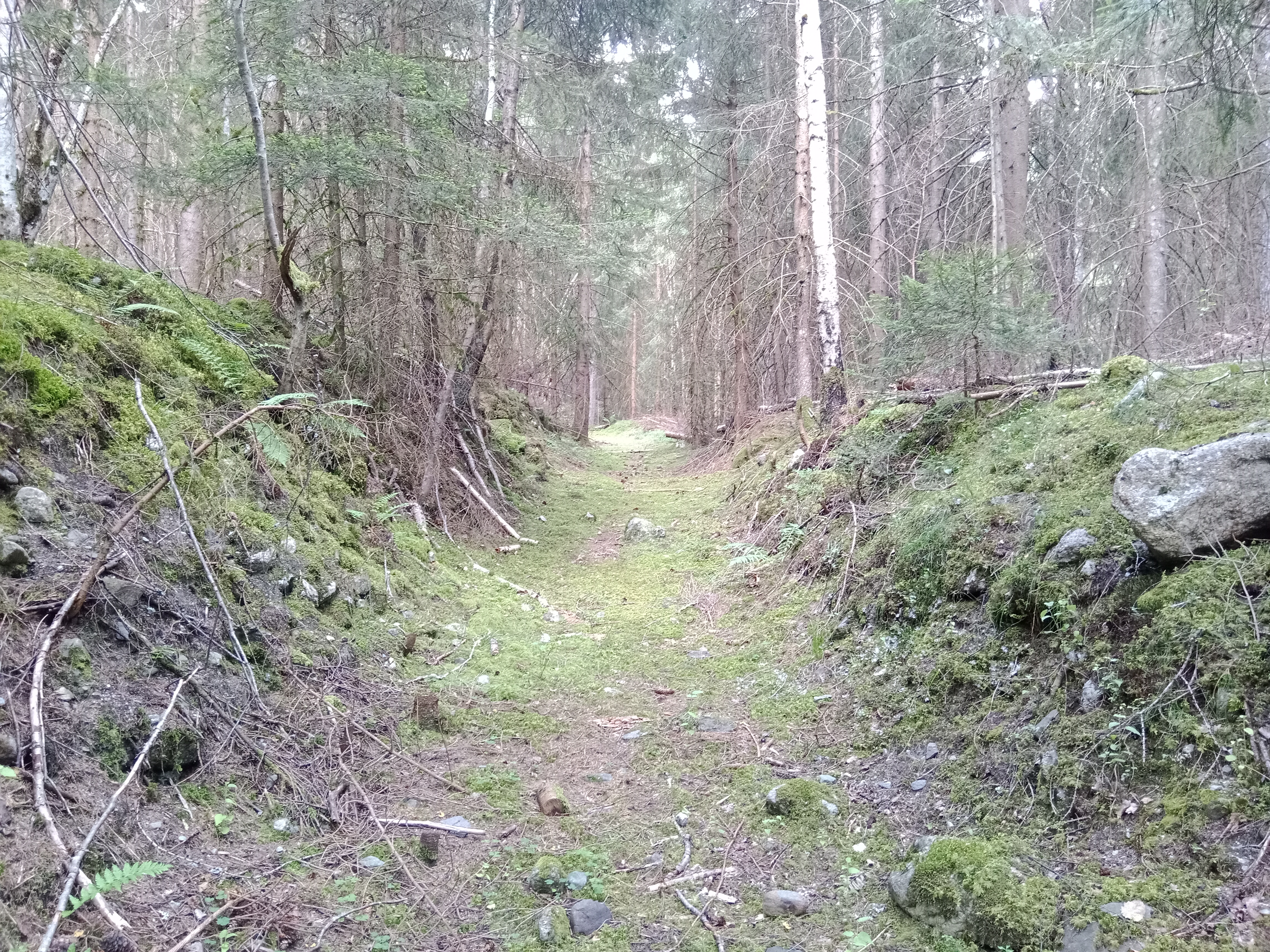
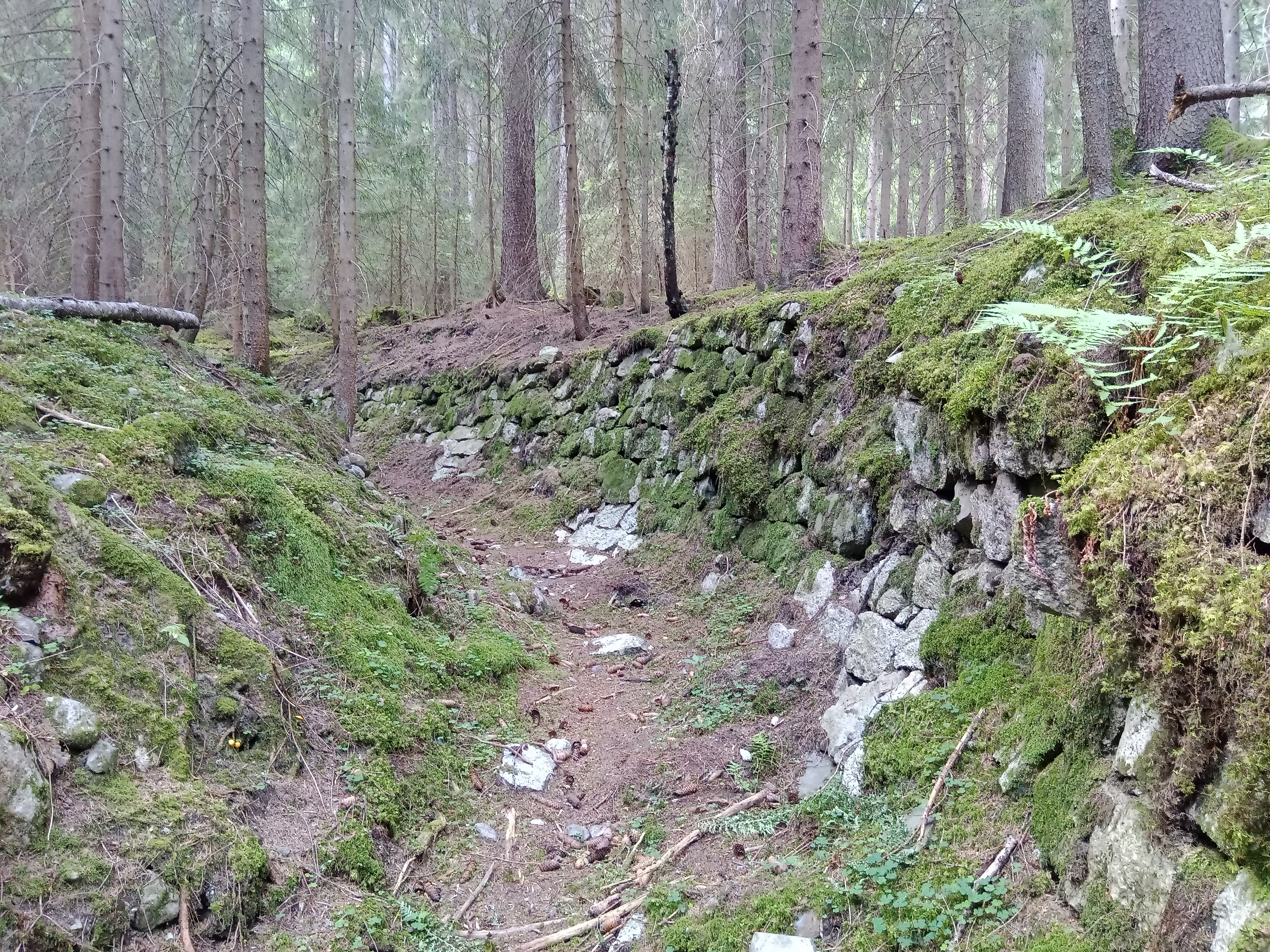
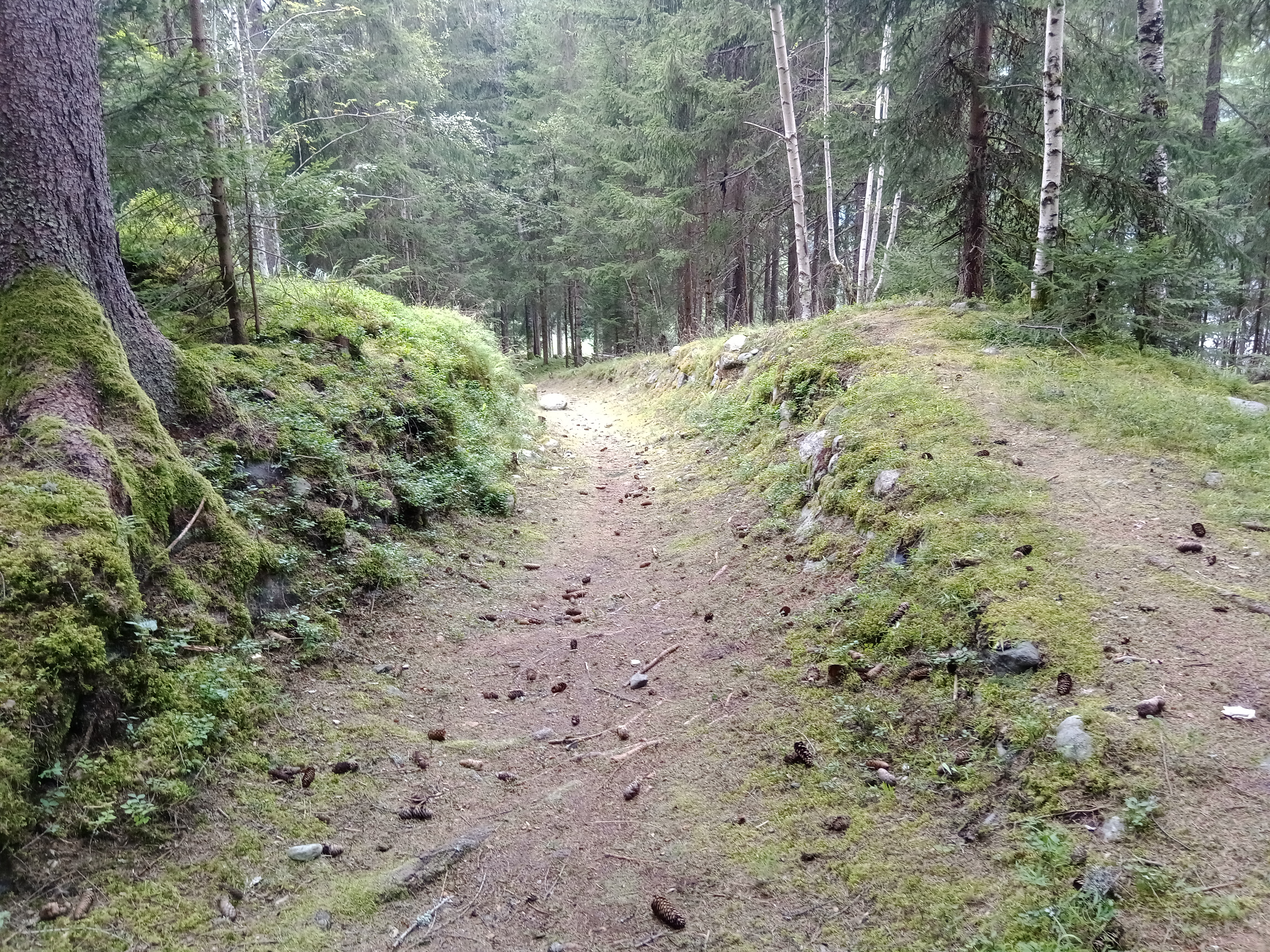
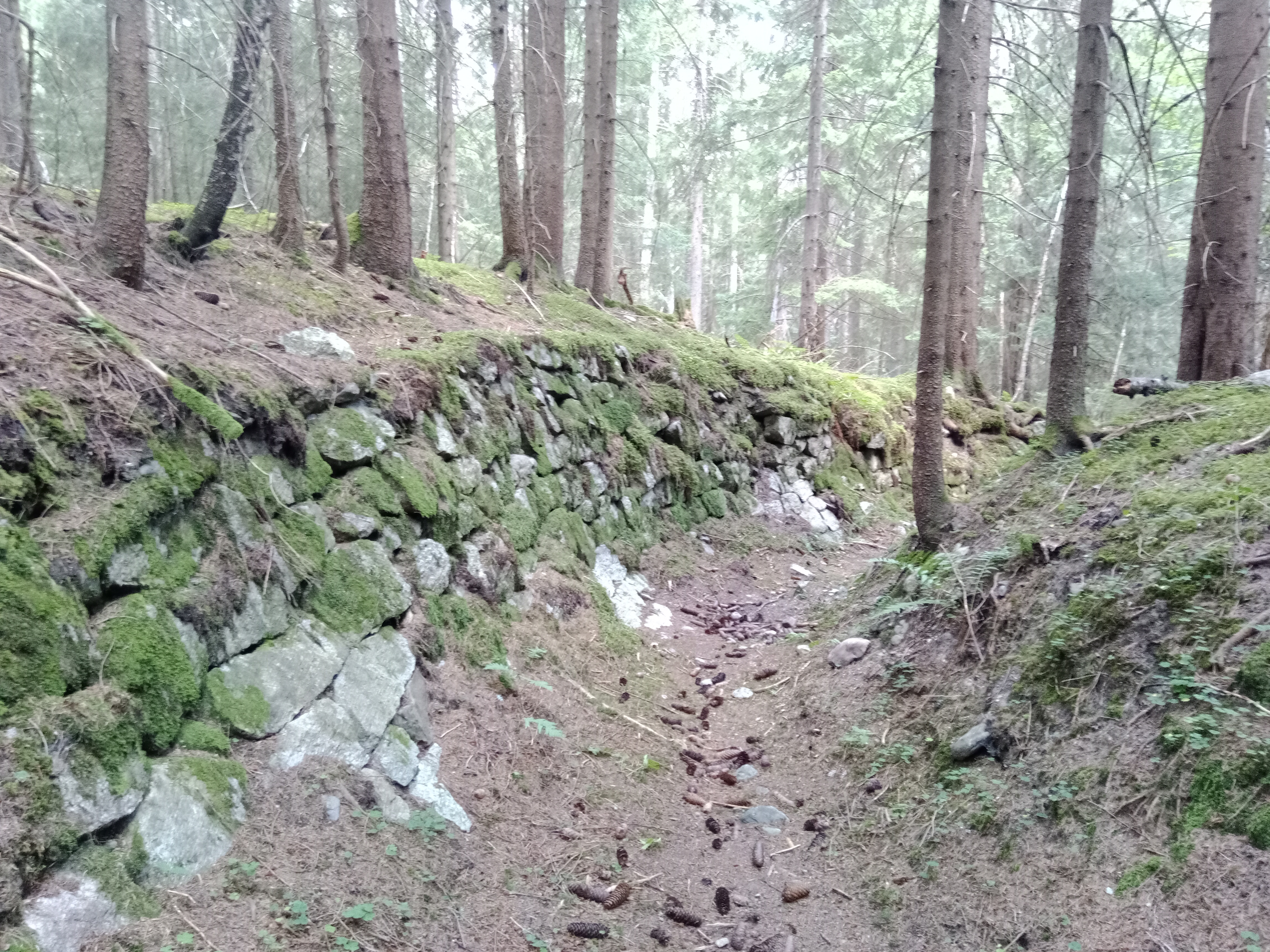
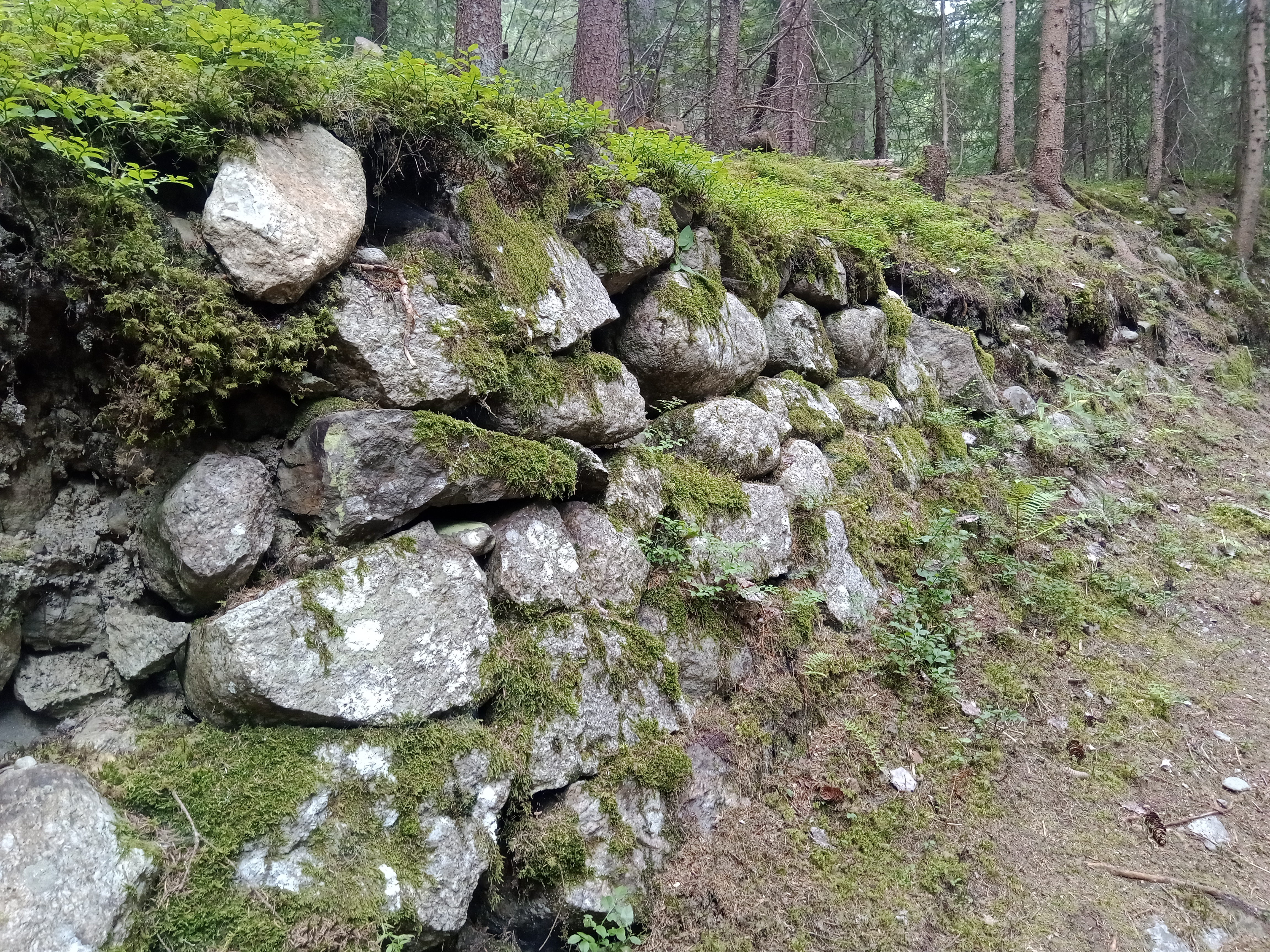